# 阿氏毛鼻鯰
阿氏毛鼻鯰，為輻鰭魚綱鯰形目毛鼻鯰科的其中一種。分布於南美洲委內瑞拉Yaracuy 河流域，體長可達5.2公分。

## 扩展阅读
維基物種上的相關：阿氏毛鼻鯰